# محمد الإسحاق
محمد عبد الله الإسحاق لاعب كرة قدم قطري ولد في (17 مارس 2003) ، يلعب لصالح النادي الأهلي في دوري نجوم قطر.